# Arctosa minuta
Arctosa minuta este o specie de păianjeni din genul Arctosa, familia Lycosidae, descrisă de F. O. P.-cambridge în anul 1902. Conform Catalogue of Life specia Arctosa minuta nu are subspecii cunoscute.